# حيدر عبد الكاظم نعيمة سباهي
حيدر عبد الكاظم نعيمة سباهي الفوادي هو سياسي عراقي من مواليد عام 1974 حاصل على شهادة البكالوريوس في الفكر الإسلامي. شغل منصب عضو في مجلس النواب العراقي عن محافظة بغداد في دورته الثالثة ضمن تحالف الإصلاح الوطني (2014-2018)، والرابعة ضمن ائتلاف النصر (2018-2022).